# Elk Point (Dakota du Sud)
Pour le bourg canadien, voir Elk Point (Alberta).
La ville d’Elk Point est le siège du comté d'Union, situé dans le Dakota du Sud, aux États-Unis.
Fondée en 1860, la ville doit son nom aux nombreux élans (en anglais : elks) qui peuplaient la région.

## Démographie
| 1900  | 1910  | 1920  | 1930  | 1940  | 1950  |
| ----- | ----- | ----- | ----- | ----- | ----- |
| 1 081 | 1 200 | 1 470 | 1 294 | 1 483 | 1 367 |

| 1960  | 1970  | 1980  | 1990  | 2000  | 2010  |
| ----- | ----- | ----- | ----- | ----- | ----- |
| 1 378 | 1 372 | 1 661 | 1 423 | 1 714 | 1 963 |

Selon le recensement de 2010, Elk Point compte 1 963 habitants. La municipalité s'étend sur 1,36 milles carrés (3,52 km2).